# Hundra jungfrur

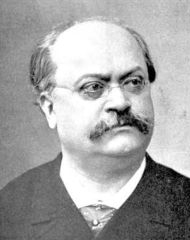
Charles Lecocq

Hundra jungfrur (franska: Les Cent Vierges) är en operett i tre akter med musik av Charles Lecocq och libretto av Clairville, Henri Chivot och Alfred Duru. Den hade premiär på Théâtre des Fantaisies-Parisiennes i Bryssel den 16 mars 1872. Handlingen rör sig kring den brittiska regeringens ansträngningar att skeppa ut kvinnor till den manliga befolkningen på en avlägsen koloni. Två franska kvinnor hamnar av misstag på skeppet och förföljs av sina män. De fyra franska fripassagerarna hotas av kolonins guvernör men efter diverse planer och farsartade förvecklingar slutar allt lyckligt.
Operetten skrevs om många år efter att både författarna och kompositören var döda, och iscensattes i en version av Albert Willemetz och André Mouëzy-Éon i Paris 1942 och 1946.

## Historia
Under det andra franska kejsardömet hade Jacques Offenbach dominerat den komiska operan i Frankrike och Lecocq hade kämpat för att uppnå berömmelse. Nederlaget i det fransk-tyska kriget 1870 orsakade kejsardömets undergång och Offenbach, som var intimt förknippas med det i allmänhetens ögon, blev impopulär och gick för en tid i exil. Lecocqs uppgång sammanföll med Offenbachs tillfälliga nedgång. Före kriget hade hans enda succé varit Teblomman, en treakts opéra bouffe från 1868. Efter att ha flyttat till Bryssel vid krigets utbrott började han komponera för Théâtre des Fantaisies-Parisiennes. Hundra jungfrur var det första av tre verk som han skrev för den teatern innan han flyttade tillbaka till Paris 1874.

## Premiär
Operetten hade premiär på Théâtre des Fantaisies-Parisiennes i Bryssel den 16 mars 1872. En uppsättning sattes upp i Paris på Théâtre des Variétés den 13 maj 1872. I Bryssel blev operetten en succé från början; uppsättningen i Paris var endast en blygsam succé och det var inte förrän den fick nypremiär 1875 som verket blev populärt hos parispubliken.

## Uppsättningar och översättningar
I oktober 1872 skrev The Musical Standard att Hundra jungfrur hade satts upp i Toulouse, Lyon, Lille, och Le Havre, och skulle inom de kommande månaderna sättas upp i Bordeaux, Amiens, Nice, Marseille, Limoges, Grenoble, Alger, Nimes, Troyes, Madrid och Wien. Operetten sattes upp i Italien i maj 1872. I december samma år gavs den (på franska) på Olympic Theatre i New York. Brysseluppsättningen togs till London i juni 1873 med originalbesättningen med undantag att Pauline Luigini ersatte Gentien som Gabrielle.
Två engelska översättningar sattes upp i London 1874 med titlarna To the Green Isles Direct och The Island of Bachelors, den senare på Gaiety Theatre med Arthur Cecil som Anatole, Constance Loseby som Gabrielle och Nellie Farren som Eglantine.
Operetten hade nypremiär i Paris 1885 i sin originalform. 1942 sattes en ny version upp på Apollo i Paris. Albert Willemetz och André Mouëzy-Éon, som skrev texten, kortade ned akterna till två, ändrade musiknumrens ordning, bytte öns brittiska nationalitet till fransk och bytte namn på några av karaktärerna. Handlingen förblev i stora drag densamma, men introducerade en ny karaktär, den unge målaren Marcel, som är förälskad i Gabrielle och som slutligen får henne när Anatole bestämmer att äktenskap inte är för honom. I denna uppsättning sjöng Germaine Roger rollen som Gabrielle. Den reviderade versionen hade nypremiär i Paris 1946.

## Mottagande
Efter att ha sett uppsättningen i Bryssel prisade den engelske musikkritikern i tidskriften The Athenaeum den "melodiösa och levande" musiken, och förutspådde succé för verket när den sattes upp i Paris, där det alltid var populärt att driva med engelsmännen. En annan kritiker från samma tidskrift beskrev musiken i den första akten som "liknande Offenbach", men ansåg att Lecocq ämnade höja sig mot en mer upphöjd stil i några av musiknumren. Han tog som exempel Gabrielles arietta "J'ai la tête romanesque", valssången "Je soupire et maudis le destin", och airen "Je t'aime". Han noterade även kompositörens rådiga användning av den begränsade orkestern som stod honom till buds. Kritikern i The Musical World prisade också valssången och observerade att den var det populäraste numret hos publiken. I den första volymen av sin Operetta (2015), beskriver Robert Letellier stycket som "väldigt daterad för sin tid: skabrösa situationer, scener med överdriven burlesk, en frånvaro från förfining och acceptabla känslor".

## Originalbesättning
| Roller                        | Bryssel mars 1872 | Paris maj 1872           |
| ----------------------------- | ----------------- | ------------------------ |
| Le duc Anatole de Quillembois | Mario Widmer      | Jean-François Berthelier |
| Sir Jonathan Plupersonn       | Alfred Jolly      | Jean-Laurent Kopp        |
| Poulardot                     | Charlier          | Paul Hittemans           |
| Brididick                     | Nardin            | Léonce                   |
| Crockley                      | Durieu            | Blondelet                |
| Captain Thomson               | Haly              | Alexandre Michel         |
| Gabrielle                     | Gentien           | Anna Van Ghell           |
| Eglantine                     | Delorme           | G. Gauthier              |
| Fanny                         | Dubouchet         | Alice Regnault           |
| Paquerette                    | Debeer            | A. Schneider             |

## Handling
Akt 1London: ett värdshus
Kapten Thompson i Royal Navy berättar om Green Island, en avlägsen engelsk utpost där det finns hundra manliga bosättare, men inga kvinnor. Man har skickat kvinnlig undsättning men skeppet nådde aldrig fram. Idag har ett andra försök gjorts och 100 unga kvinnor har anmält sig och gått ombord.
Några Londonbesökare bor på värdshuset: hertig Anatole de Quillembois och hans hustru Gabrielle, som är på smekmånad, och det rika borgarparet M. Poulardot och hans hustru Eglantine, som har hakat på hertigparet, till deras besvikelse. Speciellt hertigen vill vara ensam med sin brud på deras smekmånad.
De båda männen går iväg för att ta hand om bagaget medan fruarna bestämmer sig för att besöka ett av skeppen vid kajen - samma skepp som jungfrurna ska fara iväg med. Deras begäran att få gå ombord förväxlas med begäran att anmäla sig till resan. Gabrielle och Eglantine går ombord tillsammans med de andra kvinnorna. När Anatole och Poulardot kommer tillbaka får de reda på att deras hustrur har seglat iväg mot Green Island där de förväntas få en ny make.
Akt 2Green Island
Guvernören Sir Jonathan Plupersonn och hans sekreterare Brididick sympatiserar och delar de kärlekstörstande kolonisternas frustrations. Slutligen anländer skeppet. Men ombord finns endast 19 kvinnor - inklusive Eglantine och Gabrielle. De återstående har hoppat av på vägen. Anatole och Poulardot har seglat efter som fripassagerare. Gabrielle och Eglantine protesterar och vägrar konsekvent att gifta om sig. Hustrurnas trohet lugnar de båda männen, men deras lycka blir kortvarig: guvernören tillkännager att om hustrurnas makar kommer till ön kommer de kastas i havet. Männen lyckas prata med sina hustrur och de kokar ihop en plan. Poulardot och Anatole klär ut sig till kvinnor och presenteras för guvernören som moder och dotter. Kvinnorna ska lottas ut. Anatole och Poulardot blir utvalda att gifta sig med guvernören och hans sekreterare.
Akt 3Guvernörens stuga
Bröllopet förenar Plupersonn, Brididick, Anatole och Poulardot. Anatole och Poulardot låser in sig i sovgemaken. Gabrielle och Eglantine gör likadant varpå de klär ut sig till män. Hustrurna förenas med sina män som nu har sina rätta identiteter. Guvernören insisterar på att de ska kastas i havet. Medan Eglantine startar ett uppror på ön försöker Gabrielle förföra guvernören för att vinna tid. Plupersonn, som anar att något pågår, fördröjer avrättningen. Stämningen kokar men då ankommer det första skeppet och alla lugnar ned sig. Varje man kommer få en brud och de fyra huvudpersonerna ser fram emot en försenad bröllopsresa till Paris.
Källa: Opérette – Théâtre Musical.